# 天河公園駅
天河公園駅（てんがこうえんえき）は中華人民共和国広東省広州市天河区に位置する広州地下鉄11号線及び21号線の駅である。

将来的には13号線も当駅に延伸してきて乗り換えができるようになる見込み。

## 歴史
- 2019年12月20日：21号線の延伸開業により、同線の途中駅として開業[2]。
- 2024年10月2日：時期が迫った11号線開業への準備の為、当駅〜員村間の営業が休止される。またこの区間は後に、11号線の一部となった[3]。
- 2024年12月28日：11号線が開業。乗り換え駅となった[4]。

## 駅名の由来
- 駅周辺に位置する、天河公園（中国語版）から名付けられた[5]。

## 出入口
現在、4つの出入口が存在している。
|      |      |            | |
|      |      |            | |
| 番号 | 画像 | 周辺道路   | 周辺施設など |
| B    |      | 黄埔大道中 | 天府路、員村二横路、天河区工会職工服務中心、広州市員村工人文化宮、広州市第113中学、天河公園南門、広州陽光酒店、程界村バス停（西方面） |
| E1   |      | 天府路     | 天河公園西門 |
| E2   |      | 天府路     | 東方三路、天河区人民政府、天府路（地下鉄天河公園駅）バス停（南方面）                                                                  |
| F    |      | 天府路     | 天府路（地下鉄天河公園駅）バス停（北方面）                                                                                            |

## 隣の駅
広州地下鉄
■11号線
員村駅 - 天河公園駅 - 華景路駅
■21号線
天河公園駅 - 棠東駅